# 阳宗站
阳宗站，位于中华人民共和国云南省玉溪市澄江市阳宗镇，是南昆客运专线上的铁路车站，由昆明铁路局管辖。2016年建成后未投入使用。

## 車站周邊
- 阳宗中学
- 农村信用合作社阳宗分社
- 阳宗客运站
- 阳宗镇人民政府